# Fresh Off the Boat: A Memoir
Fresh Off the Boat: A Memoir é uma autobiografia do cozinheiro estadunidense Eddie Huang. Foi publicado em 2013 pela Spiegel & Grau com impressão de Random House. O livro relata o início da vida de Huang, sobre sua fama como cozinheiro em Nova Iorque e seu relacionamento com a habitantes asiáticos. O crítico literário Dwight Garner revisou o artigo da New York Times, que comentava sobre o livro e afirmou que, "nessa obra poderíamos apreciar boas passagens, bons conhecimentos sobre a cultura da Ásia e bom humor".